# 얀 코투
얀 부에누 코투 (Yan Bueno Couto, 2002년 6월 3일 ~ )는 브라질의 축구 선수이며, 보루시아 도르트문트에서 라이트백으로 뛰고 있다.